# Frank Chamizo
Frank Chamizo Marquez (Matanzas, 10 de julho de 1992) é um lutador de estilo-livre cubano naturalizado italiano, medalhista olímpico.

## Carreira
Chamizo competiu na Rio 2016, na qual conquistou a medalha de bronze, na categoria até 65 kg.